# エプコット (企業)
株式会社エプコット（英: EPCOTT CO.,LTD.）は、かつて存在した日本の企業。

## 概要
DVDの制作と販売に加え、同社の映画部門アルシネテラン (Alciné Térran) を通し、外国映画の配給と宣伝も行っていた。
『バグダッド・カフェ』の日本配給権利の買い付けは、代表の堀江。
2004年頃からの韓流ブームに乗り、韓国ドラマのDVDを多数発売し、順調に業績を伸ばした。2009年6月期には26億3900万円の売上高を、2010年6月期に26億5400万円の売上高を記録した。
しかし、大手企業の参入により韓国ドラマの買い付け額が約5倍程度に高騰したことに加え、2012年の日韓関係悪化と同時期に発生した韓流ブームの衰退を受け、2013年より赤字に転落し、2014年6月期の売上高は約22億4800万円に留まった。業績回復のために、2013年にゲーム制作事業に参入したが、失敗に終わり、逆に資金繰りの苦戦を強いられた。
さらに2015年、過去の不適切な会計処理が発覚し、事実上の債務超過に転落した。同年3月2日、関連会社の株式会社パピルス（同社の外注を受け、DVDの制作を行っていた）と共に、東京地方裁判所に破産手続きの開始決定を受けた。負債総額はエプコットが約20億円、パピルスが約1億2000万円。そして2016年2月16日に法人格が消滅した。

## 主な配給映画
- エルム街の悪夢 A Nightmare on Elm Street (1984)
- 天使の接吻 L' Autre Nuit The Other Night (1988)
- 変身する女 La Travestie (1988)
- 夜顔 Belle toujours (2006)
- コロンブス 永遠の海 Cristovao Colombo O ENnigma (2007)
- マルタのやさしい刺繍 Late Bloomers (2008)
- PARIS PARIS (2008)
- セラフィーヌの庭 Seraphine (2008)
- ボローニャの夕暮れ Il papa di Giovanna (2008)
- 我が至上の愛〜アストレとセラドン〜 Les Amours d'Astrée et de Céladon (2009)
- ヤコブへの手紙 Postia Pappi Jaakobille (2009)
- Ricky リッキー Ricky (2009)
- 蜂蜜 Bal (2010)